# Biterolf (literarische Figur)
Biterolf ist der Name eines der Protagonisten des mittelhochdeutschen Dietrichepos Biterolf und Dietleib.
Biterolf ist König von Toledo, sein Sohn Dietleib ist der eigentliche Held dieser mittelhochdeutschen Dietrichdichtung.
Unter dem Namen Biterolf wird in einigen mittelhochdeutschen Texten auch ein nicht näher bekannter mittelhochdeutscher Autor erwähnt.